# Interlands Ecuadoraans voetbalelftal 2010-2019
Deze pagina toont een chronologisch en gedetailleerd overzicht van de interlands die het Ecuadoraans voetbalelftal speelde in de periode 2010 – 2019.

## Interlands

### 2010
|                                                            |        |       |         |                                                                                               |
| 7 mei Vriendschappelijk № 420 «onderlinge duels» 21:00 uur | Mexico | 0 – 0 | Ecuador | Meadowlands Stadium, East Rutherford Toeschouwers: 77.507 Scheidsrechter: Steve DePiero (CAN) |
| 7 mei Vriendschappelijk № 420 «onderlinge duels» 21:00 uur |        |       |         | Meadowlands Stadium, East Rutherford Toeschouwers: 77.507 Scheidsrechter: Steve DePiero (CAN) |

|                                                             |                                       |       |         |                                                                                               |
| 16 mei Vriendschappelijk № 421 «onderlinge duels» 19:00 uur | Zuid-Korea                            | 2 – 0 | Ecuador | Seoul World Cup Stadion, Seoul Toeschouwers: 65.000 Scheidsrechter: Porached Wongkamdee (THA) |
| 16 mei Vriendschappelijk № 421 «onderlinge duels» 19:00 uur | Lee Seung-ryul 70' Lee Chung-yong 84' |       |         | Seoul World Cup Stadion, Seoul Toeschouwers: 65.000 Scheidsrechter: Porached Wongkamdee (THA) |

|                                                                  |                       |       |                                     |                                                                                     |
| 4 september Vriendschappelijk № 422 «onderlinge duels» 20:00 uur | Mexico                | 1 – 2 | Ecuador                             | Estadio Omnilife, Zapopan Toeschouwers: 17.500 Scheidsrechter: Walter Quesada (CRC) |
| 4 september Vriendschappelijk № 422 «onderlinge duels» 20:00 uur | Luis Checa 40' (e.d.) |       | 1' Cristian Benítez 20' Jaime Ayoví | Estadio Omnilife, Zapopan Toeschouwers: 17.500 Scheidsrechter: Walter Quesada (CRC) |

|                                                                  |                   |       |         |                                                                                            |
| 7 september Vriendschappelijk № 423 «onderlinge duels» 20:30 uur | Venezuela         | 1 – 0 | Ecuador | Estadio Metropolitano, Barquisimeto Toeschouwers: 37.262 Scheidsrechter: Juan Torres (PAN) |
| 7 september Vriendschappelijk № 423 «onderlinge duels» 20:30 uur | Nicolás Fedor 85' |       |         | Estadio Metropolitano, Barquisimeto Toeschouwers: 37.262 Scheidsrechter: Juan Torres (PAN) |

|                                                      |         |                    |          |                                                                                   |
| 8 oktober Vriendschappelijk № 424 «onderlinge duels» | Ecuador | 0 – 1              | Colombia | Red Bull Arena, Harrison Toeschouwers: 25.000 Scheidsrechter: Andrew Chapin (USA) |
| 8 oktober Vriendschappelijk № 424 «onderlinge duels» |         | 88' Radamel Falcao |          | Red Bull Arena, Harrison Toeschouwers: 25.000 Scheidsrechter: Andrew Chapin (USA) |

|                                                                 |                                           |       |                                             |                                                                                     |
| 12 oktober Vriendschappelijk № 425 «onderlinge duels» 17:00 uur | Ecuador                                   | 2 – 2 | Polen                                       | Saputo Stadium, Montreal Toeschouwers: 1.000 Scheidsrechter: Mauricio Navarro (CAN) |
| 12 oktober Vriendschappelijk № 425 «onderlinge duels» 17:00 uur | Cristian Benítez 32' Cristian Benítez 78' |       | 61' Euzebiusz Smolarek 70' Ludovic Obraniak | Saputo Stadium, Montreal Toeschouwers: 1.000 Scheidsrechter: Mauricio Navarro (CAN) |

|                                                                  |                                                                                  |       |                         |                                                                                             |
| 17 november Vriendschappelijk № 426 «onderlinge duels» 20:00 uur | Ecuador                                                                          | 4 – 1 | Venezuela               | Estadio Olímpico Atahualpa, Quito Toeschouwers: 9.000 Scheidsrechter: Ibrahim Chaibou (NGR) |
| 17 november Vriendschappelijk № 426 «onderlinge duels» 20:00 uur | Cristian Benítez 2' Cristian Benítez 5' Walter Ayoví 45' (pen.) Walter Ayoví 47' |       | 48' Giancarlo Maldonado | Estadio Olímpico Atahualpa, Quito Toeschouwers: 9.000 Scheidsrechter: Ibrahim Chaibou (NGR) |

### 2011
|                                                      |                                                                                      |       |                                                                                      |                                                                                   |
| 9 februari Copa de La Ceiba № 427 «onderlinge duels» | Honduras                                                                             | 1 – 1 | Ecuador                                                                              | Estadio Ceibeño, La Ceiba Toeschouwers: 15.000 Scheidsrechter: Walter López (GUA) |
| 9 februari Copa de La Ceiba № 427 «onderlinge duels» | Jerry Bengtson 8'                                                                    |       | 12' Pablo Palacios                                                                   | Estadio Ceibeño, La Ceiba Toeschouwers: 15.000 Scheidsrechter: Walter López (GUA) |
| 9 februari Copa de La Ceiba № 427 «onderlinge duels» | Strafschoppen                                                                        |       |                                                                                      | Estadio Ceibeño, La Ceiba Toeschouwers: 15.000 Scheidsrechter: Walter López (GUA) |
| 9 februari Copa de La Ceiba № 427 «onderlinge duels» | Ramón Núñez Maynor Figueroa Johnny Leverón Jorge Claros Jerry Bengtson Hendry Thomas | 4 – 5 | Jorge Guagua Christian Noboa Jaime Ayoví Michael Quiñónez Walter Ayoví Oswaldo Minda | Estadio Ceibeño, La Ceiba Toeschouwers: 15.000 Scheidsrechter: Walter López (GUA) |

|                                                               |                                     |       |         |                                                                                           |
| 26 maart Vriendschappelijk № 428 «onderlinge duels» 18:00 uur | Colombia                            | 2 – 0 | Ecuador | Estadio Vicente Calderón, Madrid Toeschouwers: 15.000 Scheidsrechter: Antonio Mateu (ESP) |
| 26 maart Vriendschappelijk № 428 «onderlinge duels» 18:00 uur | Fredy Guarín 24' Radamel Falcao 74' |       |         | Estadio Vicente Calderón, Madrid Toeschouwers: 15.000 Scheidsrechter: Antonio Mateu (ESP) |

|                                                               |      |       |         |                                                                                     |
| 29 maart Vriendschappelijk № 429 «onderlinge duels» 18:00 uur | Peru | 0 – 0 | Ecuador | Kyocera Stadion, Den Haag Toeschouwers: 15.000 Scheidsrechter: Eric Braamhaar (NED) |
| 29 maart Vriendschappelijk № 429 «onderlinge duels» 18:00 uur |      |       |         | Kyocera Stadion, Den Haag Toeschouwers: 15.000 Scheidsrechter: Eric Braamhaar (NED) |

|                                                     |                                      |       |                                                  | |
| 21 april Vriendschappelijk № 430 «onderlinge duels» | Argentinië                           | 2 – 2 | Ecuador                                          | Estadio José María Minella, Mar del Plata Toeschouwers: 4.000 Scheidsrechter: Roberto Silvera (URU) |
| 21 april Vriendschappelijk № 430 «onderlinge duels» | Claudio Yacob 32' Gabriel Hauche 35' |       | 27' Michael Quiñónez 68' (pen.) Segundo Castillo | Estadio José María Minella, Mar del Plata Toeschouwers: 4.000 Scheidsrechter: Roberto Silvera (URU) |

|                                                   |                 |       |                    |                                                                                 |
| 28 mei Vriendschappelijk № 431 «onderlinge duels» | Mexico          | 1 – 1 | Ecuador            | Qwest Field, Seattle Toeschouwers: 50.305 Scheidsrechter: Edwin Jurisevic (USA) |
| 28 mei Vriendschappelijk № 431 «onderlinge duels» | Jorge Torres 7' |       | 37' Michael Arroyo | Qwest Field, Seattle Toeschouwers: 50.305 Scheidsrechter: Edwin Jurisevic (USA) |

|                                                             |                                         |       |                                         |                                                                             |
| 1 juni Vriendschappelijk № 432 «onderlinge duels» 19:00 uur | Canada                                  | 2 – 2 | Ecuador                                 | BMO Field, Toronto Toeschouwers: 14.356 Scheidsrechter: Raymond Bogle (JAM) |
| 1 juni Vriendschappelijk № 432 «onderlinge duels» 19:00 uur | Terry Dunfield 23' Tosaint Ricketts 90' |       | 62' Cristian Benítez 64' Michael Arroyo | BMO Field, Toronto Toeschouwers: 14.356 Scheidsrechter: Raymond Bogle (JAM) |

|                                                   |                    |       |                        |                                                                             |
| 8 juni Vriendschappelijk № 433 «onderlinge duels» | Ecuador            | 1 – 1 | Griekenland            | Citi Field, New York Toeschouwers: 39.656 Scheidsrechter: Mark Geiger (USA) |
| 8 juni Vriendschappelijk № 433 «onderlinge duels» | Frickson Erazo 58' |       | 16' Alexandros Tziolis | Citi Field, New York Toeschouwers: 39.656 Scheidsrechter: Mark Geiger (USA) |

| Copa América |
| ------------ |

|                                                                |          |       |         |                                                                                               |
| 3 juli Copa América Groep B № 434 «onderlinge duels» 18:30 uur | Paraguay | 0 – 0 | Ecuador | Estadio Estanislao López, Santa Fe Toeschouwers: 20.000 Scheidsrechter: Sergio Pezzotta (ARG) |
| 3 juli Copa América Groep B № 434 «onderlinge duels» 18:30 uur |          |       |         | Estadio Estanislao López, Santa Fe Toeschouwers: 20.000 Scheidsrechter: Sergio Pezzotta (ARG) |

|                                                                |                    |       |         |                                                                                                   |
| 9 juli Copa América Groep B № 435 «onderlinge duels» 18:30 uur | Venezuela          | 1 – 0 | Ecuador | Estadio Padre Ernesto Martearena, Salta Toeschouwers: 12.000 Scheidsrechter: Wálter Quesada (CRC) |
| 9 juli Copa América Groep B № 435 «onderlinge duels» 18:30 uur | César González 61' |       |         | Estadio Padre Ernesto Martearena, Salta Toeschouwers: 12.000 Scheidsrechter: Wálter Quesada (CRC) |

|                                                                 |                                         |       |                                       |                                                                                                  |
| 13 juli Copa América Groep B № 436 «onderlinge duels» 21:45 uur | Brazilië                                | 4 – 2 | Ecuador                               | Estadio Mario Alberto Kempes, Córdoba Toeschouwers: 39.000 Scheidsrechter: Roberto Silvera (URU) |
| 13 juli Copa América Groep B № 436 «onderlinge duels» 21:45 uur | Pato 29' Neymar 50' Pato 61' Neymar 72' |       | 37' Felipe Caicedo 59' Felipe Caicedo | Estadio Mario Alberto Kempes, Córdoba Toeschouwers: 39.000 Scheidsrechter: Roberto Silvera (URU) |

|  |  |  |  |  |  |  |  |  |

|                                                        |            |                                        |         |                                                                                              |
| 10 augustus Vriendschappelijk № 437 «onderlinge duels» | Costa Rica | 0 – 2                                  | Ecuador | Estadio Ricardo Saprissa, San José Toeschouwers: onbekend Scheidsrechter: Joel Aguilar (ESA) |
| 10 augustus Vriendschappelijk № 437 «onderlinge duels» |            | 53' Christian Suárez 66' Edison Méndez |         | Estadio Ricardo Saprissa, San José Toeschouwers: onbekend Scheidsrechter: Joel Aguilar (ESA) |

|                                                        | |       |                                      |                                                                                              |
| 2 september Vriendschappelijk № 438 «onderlinge duels» | Ecuador                                                                                             | 5 – 2 | Jamaica                              | Estadio Olímpico Atahualpa, Quito Toeschouwers: onbekend Scheidsrechter: José Buitrago (COL) |
| 2 september Vriendschappelijk № 438 «onderlinge duels» | Jaime Ayoví 20' Christian Suárez 39' Cristian Benítez 45' Cristian Benítez 51' Segundo Castillo 65' |       | 56' Omar Cummings 66' Demar Phillips | Estadio Olímpico Atahualpa, Quito Toeschouwers: onbekend Scheidsrechter: José Buitrago (COL) |

|                                                        |                                                                                |       |            |                                                                                           |
| 6 september Vriendschappelijk № 439 «onderlinge duels» | Ecuador                                                                        | 4 – 0 | Costa Rica | Estadio Olímpico Atahualpa, Quito Toeschouwers: 2.000 Scheidsrechter: Wilmar Roldán (COL) |
| 6 september Vriendschappelijk № 439 «onderlinge duels» | Christian Suárez 21' Jaime Ayoví 29' Segundo Castillo 59' Cristian Benítez 75' |       |            | Estadio Olímpico Atahualpa, Quito Toeschouwers: 2.000 Scheidsrechter: Wilmar Roldán (COL) |

|                                                    |                                      |       |           |                                                                                            |
| 7 oktober WK-kwalificatie № 440 «onderlinge duels» | Ecuador                              | 2 – 0 | Venezuela | Estadio Olímpico Atahualpa, Quito Toeschouwers: 32.278 Scheidsrechter: Enrique Osses (CHI) |
| 7 oktober WK-kwalificatie № 440 «onderlinge duels» | Jaime Ayoví 15' Cristian Benítez 28' |       |           | Estadio Olímpico Atahualpa, Quito Toeschouwers: 32.278 Scheidsrechter: Enrique Osses (CHI) |

|                                                       |                  |                 |         |                                                                                  |
| 11 oktober Vriendschappelijk № 441 «onderlinge duels» | Verenigde Staten | 0 – 1           | Ecuador | Red Bull Arena, Harrison Toeschouwers: 20.707 Scheidsrechter: Joel Aguilar (ESA) |
| 11 oktober Vriendschappelijk № 441 «onderlinge duels» |                  | 79' Jaime Ayoví |         | Red Bull Arena, Harrison Toeschouwers: 20.707 Scheidsrechter: Joel Aguilar (ESA) |

|                                                      |                                      |       |                |                                                                                                 |
| 11 november WK-kwalificatie № 442 «onderlinge duels» | Paraguay                             | 2 – 1 | Ecuador        | Estadio Defensores del Chaco, Asunción Toeschouwers: 11.173 Scheidsrechter: José Buitrago (COL) |
| 11 november WK-kwalificatie № 442 «onderlinge duels» | Cristian Riveros 47' Darío Verón 57' |       | 90' Joao Rojas | Estadio Defensores del Chaco, Asunción Toeschouwers: 11.173 Scheidsrechter: José Buitrago (COL) |

|                                                                |                                        |       |      |                                                                                              |
| 15 november WK-kwalificatie № 443 «onderlinge duels» 21:00 uur | Ecuador                                | 2 – 0 | Peru | Estadio Olímpico Atahualpa, Quito Toeschouwers: 34.481 Scheidsrechter: Jorge Larrionda (URU) |
| 15 november WK-kwalificatie № 443 «onderlinge duels» 21:00 uur | Edison Méndez 69' Cristian Benítez 88' |       |      | Estadio Olímpico Atahualpa, Quito Toeschouwers: 34.481 Scheidsrechter: Jorge Larrionda (URU) |

### 2012
|                                                        |                                 |       |          |                                                                                          |
| 29 februari Vriendschappelijk № 444 «onderlinge duels» | Ecuador                         | 2 – 0 | Honduras | Estadio George Capwell, Guayaquil Toeschouwers: 6.000 Scheidsrechter: Imer Machado (COL) |
| 29 februari Vriendschappelijk № 444 «onderlinge duels» | Jaime Ayoví 16' Jaime Ayoví 70' |       |          | Estadio George Capwell, Guayaquil Toeschouwers: 6.000 Scheidsrechter: Imer Machado (COL) |

|                                                           |                                                                        |       |         |                                                                                      |
| 2 juni WK-kwalificatie № 445 «onderlinge duels» 20:00 uur | Argentinië                                                             | 4 – 0 | Ecuador | El Monumental, Buenos Aires Toeschouwers: 56.000 Scheidsrechter: Víctor Rivera (PER) |
| 2 juni WK-kwalificatie № 445 «onderlinge duels» 20:00 uur | Kun Agüero 20' Gonzalo Higuaín 30' Lionel Messi 31' Ángel Di María 76' |       |         | El Monumental, Buenos Aires Toeschouwers: 56.000 Scheidsrechter: Víctor Rivera (PER) |

|                                                            |                      |       |          |                                                                                            |
| 10 juni WK-kwalificatie № 446 «onderlinge duels» 16:00 uur | Ecuador              | 1 – 0 | Colombia | Estadio Olimpico Atahualpa, Quito Toeschouwers: 26.000 Scheidsrechter: Wilson Seneme (BRA) |
| 10 juni WK-kwalificatie № 446 «onderlinge duels» 16:00 uur | Cristian Benítez 54' |       |          | Estadio Olimpico Atahualpa, Quito Toeschouwers: 26.000 Scheidsrechter: Wilson Seneme (BRA) |

|                                                        |                                                        |       |       |                                                                             |
| 15 augustus Vriendschappelijk № 447 «onderlinge duels» | Ecuador                                                | 3 – 0 | Chili | City Field, New York Toeschouwers: 5.000 Scheidsrechter: Terry Vaughn (USA) |
| 15 augustus Vriendschappelijk № 447 «onderlinge duels» | Narciso Mina 10' Jaime Ayoví 14' Jefferson Montero 66' |       |       | City Field, New York Toeschouwers: 5.000 Scheidsrechter: Terry Vaughn (USA) |

|                                                      |                             |       |         |                                                                                        |
| 7 september WK-kwalificatie № 448 «onderlinge duels» | Ecuador                     | 1 – 0 | Bolivia | Estadio Olimpico Atahualpa, Quito Toeschouwers: 30.000 Scheidsrechter: Juan Soto (VEN) |
| 7 september WK-kwalificatie № 448 «onderlinge duels» | Geovanny Caicedo 74' (pen.) |       |         | Estadio Olimpico Atahualpa, Quito Toeschouwers: 30.000 Scheidsrechter: Juan Soto (VEN) |

|                                                                 |                    |       |                          |                                                                                           |
| 11 september WK-kwalificatie № 449 «onderlinge duels» 20:30 uur | Uruguay            | 1 – 1 | Ecuador                  | Estadio Centenario, Montevideo Toeschouwers: 30.000 Scheidsrechter: Carlos Amarilla (PAR) |
| 11 september WK-kwalificatie № 449 «onderlinge duels» 20:30 uur | Edinson Cavani 68' |       | 8' (pen.) Felipe Caicedo | Estadio Centenario, Montevideo Toeschouwers: 30.000 Scheidsrechter: Carlos Amarilla (PAR) |

|                                                               |                                                            |       |                                |                                                                                          |
| 11 oktober WK-kwalificatie № 450 «onderlinge duels» 16:00 uur | Ecuador                                                    | 3 – 1 | Chili                          | Estadio Olimpico Atahualpa, Quito Toeschouwers: 37.500 Scheidsrechter: Heber Lopes (BRA) |
| 11 oktober WK-kwalificatie № 450 «onderlinge duels» 16:00 uur | Felipe Caicedo 33' Felipe Caicedo 56' Segundo Castillo 90' |       | 25' (e.d.) Juan Carlos Paredes | Estadio Olimpico Atahualpa, Quito Toeschouwers: 37.500 Scheidsrechter: Heber Lopes (BRA) |

|                                                               |                |       |                      |                                                                                                  |
| 16 oktober WK-kwalificatie № 451 «onderlinge duels» 18:00 uur | Venezuela      | 1 – 1 | Ecuador              | Estadio José Anzoátegui, Puerto La Cruz Toeschouwers: 40.000 Scheidsrechter: Néstor Pitana (ARG) |
| 16 oktober WK-kwalificatie № 451 «onderlinge duels» 18:00 uur | Juan Arango 6' |       | 24' Segundo Castillo | Estadio José Anzoátegui, Puerto La Cruz Toeschouwers: 40.000 Scheidsrechter: Néstor Pitana (ARG) |

### 2013
|                                                                 |                                          |       |                                                                | |
| 6 februari Vriendschappelijk № 452 «onderlinge duels» 21:45 uur | Portugal                                 | 2 – 3 | Ecuador                                                        | Estádio D. Afonso Henriques, Guimarães Toeschouwers: 20.288 Scheidsrechter: Marijo Strahonja (CRO) |
| 6 februari Vriendschappelijk № 452 «onderlinge duels» 21:45 uur | Cristiano Ronaldo 23' Hélder Postiga 60' |       | 2' Antonio Valencia 61' (e.d.) João Pereira 70' Felipe Caicedo | Estádio D. Afonso Henriques, Guimarães Toeschouwers: 20.288 Scheidsrechter: Marijo Strahonja (CRO) |

|                                                               |                                                                                                 |       |             |                                                                                                |
| 21 maart Vriendschappelijk № 453 «onderlinge duels» 20:30 uur | Ecuador                                                                                         | 5 – 0 | El Salvador | Estadio Olímpico Atahualpa, Quito Toeschouwers: 10.000 Scheidsrechter: Miguel Santiváñez (PER) |
| 21 maart Vriendschappelijk № 453 «onderlinge duels» 20:30 uur | Felipe Caicedo 18' Cristian Benítez 35' Felipe Caicedo 47' Jefferson Montero 64' João Rojas 89' |       |             | Estadio Olímpico Atahualpa, Quito Toeschouwers: 10.000 Scheidsrechter: Miguel Santiváñez (PER) |

|                                                             |                                                                                     |       |                    |                                                                                           |
| 26 maart WK-kwalificatie № 454 «onderlinge duels» 21:00 uur | Ecuador                                                                             | 4 – 1 | Paraguay           | Estadio Olímpico Atahualpa, Quito Toeschouwers: 33.048 Scheidsrechter: Sandro Ricci (BRA) |
| 26 maart WK-kwalificatie № 454 «onderlinge duels» 21:00 uur | Felipe Caicedo 38' Jefferson Montero 50' Cristian Benítez 54' Jefferson Montero 75' |       | 15' Luis Caballero | Estadio Olímpico Atahualpa, Quito Toeschouwers: 33.048 Scheidsrechter: Sandro Ricci (BRA) |

|                                                             |                                       |       |                                                                     |                                                                                   |
| 29 mei Vriendschappelijk № 455 «onderlinge duels» 19:30 uur | Ecuador                               | 2 – 4 | Duitsland                                                           | FAU Stadium, Boca Raton Toeschouwers: 5.500 Scheidsrechter: Ricardo Salazar (USA) |
| 29 mei Vriendschappelijk № 455 «onderlinge duels» 19:30 uur | Antonio Valencia 44' Walter Ayoví 84' |       | 1' Lukas Podolski 4' Lars Bender 17' Lukas Podolski 24' Lars Bender | FAU Stadium, Boca Raton Toeschouwers: 5.500 Scheidsrechter: Ricardo Salazar (USA) |

|                                                           |                     |       |         |                                                                                   |
| 7 juni WK-kwalificatie № 456 «onderlinge duels» 21:00 uur | Peru                | 1 – 0 | Ecuador | Estádio Nacional, Lima Toeschouwers: 37.000 Scheidsrechter: Marcelo de Lima (BRA) |
| 7 juni WK-kwalificatie № 456 «onderlinge duels» 21:00 uur | Claudio Pizarro 12' |       |         | Estádio Nacional, Lima Toeschouwers: 37.000 Scheidsrechter: Marcelo de Lima (BRA) |

|                                                            |                      |       |                      |                                                                                              |
| 11 juni WK-kwalificatie № 457 «onderlinge duels» 21:00 uur | Ecuador              | 1 – 1 | Argentinië           | Estadio Olímpico Atahualpa, Quito Toeschouwers: 36.000 Scheidsrechter: Enrique Cáceres (PAR) |
| 11 juni WK-kwalificatie № 457 «onderlinge duels» 21:00 uur | Segundo Castillo 17' |       | 4' (pen.) Kun Agüero | Estadio Olímpico Atahualpa, Quito Toeschouwers: 36.000 Scheidsrechter: Enrique Cáceres (PAR) |

|                                                                  |         |                                      |        |                                                                                                |
| 14 augustus Vriendschappelijk № 458 «onderlinge duels» 22:00 uur | Ecuador | 0 – 2                                | Spanje | Monumental Banco Pichincha, Guayaquil Toeschouwers: 45.000 Scheidsrechter: Wilmar Roldán (COL) |
| 14 augustus Vriendschappelijk № 458 «onderlinge duels» 22:00 uur |         | 25' Álvaro Negredo 63' Santi Cazorla |        | Monumental Banco Pichincha, Guayaquil Toeschouwers: 45.000 Scheidsrechter: Wilmar Roldán (COL) |

|                                                                |                     |       |         |                                                                                            |
| 6 september WK-kwalificatie № 459 «onderlinge duels» 15:30 uur | Colombia            | 1 – 0 | Ecuador | Estadio Metropolitano, Barranquilla Toeschouwers: 45.000 Scheidsrechter: Héber Lopes (BRA) |
| 6 september WK-kwalificatie № 459 «onderlinge duels» 15:30 uur | James Rodríguez 31' |       |         | Estadio Metropolitano, Barranquilla Toeschouwers: 45.000 Scheidsrechter: Héber Lopes (BRA) |

|                                                                 |                      |       |                           |                                                                                          |
| 10 september WK-kwalificatie № 460 «onderlinge duels» 20:00 uur | Bolivia              | 1 – 1 | Ecuador                   | Estadio Hernando Siles, La Paz Toeschouwers: 15.000 Scheidsrechter: Paulo Oliveira (BRA) |
| 10 september WK-kwalificatie № 460 «onderlinge duels» 20:00 uur | Jaime Arrascaita 47' |       | 57' (pen.) Felipe Caicedo | Estadio Hernando Siles, La Paz Toeschouwers: 15.000 Scheidsrechter: Paulo Oliveira (BRA) |

|                                                               |                       |       |         |                                                                                           |
| 11 oktober WK-kwalificatie № 461 «onderlinge duels» 20:00 uur | Ecuador               | 1 – 0 | Uruguay | Estadio Olímpico Atahualpa, Quito Toeschouwers: 36.000 Scheidsrechter: Sandro Ricci (BRA) |
| 11 oktober WK-kwalificatie № 461 «onderlinge duels» 20:00 uur | Jefferson Montero 30' |       |         | Estadio Olímpico Atahualpa, Quito Toeschouwers: 36.000 Scheidsrechter: Sandro Ricci (BRA) |

|                                                               |                                   |       |                    |                                                                                      |
| 15 oktober WK-kwalificatie № 462 «onderlinge duels» 20:30 uur | Chili                             | 2 – 1 | Ecuador            | Estadio Nacional, Santiago Toeschouwers: 46.000 Scheidsrechter: Leandro Vuaden (BRA) |
| 15 oktober WK-kwalificatie № 462 «onderlinge duels» 20:30 uur | Alexis Sánchez 35' Gary Medel 38' |       | 66' Felipe Caicedo | Estadio Nacional, Santiago Toeschouwers: 46.000 Scheidsrechter: Leandro Vuaden (BRA) |

|                                                                  |         |       |            |                                                                                             |
| 15 november Vriendschappelijk № 463 «onderlinge duels» 21:00 uur | Ecuador | 0 – 0 | Argentinië | New Meadowlands, East Rutherford Toeschouwers: 23.000 Scheidsrechter: Silviu Petrescu (CAN) |
| 15 november Vriendschappelijk № 463 «onderlinge duels» 21:00 uur |         |       |            | New Meadowlands, East Rutherford Toeschouwers: 23.000 Scheidsrechter: Silviu Petrescu (CAN) |

|                                                                  |                                     |       |                                    |                                                                                          |
| 19 november Vriendschappelijk № 464 «onderlinge duels» 21:00 uur | Honduras                            | 2 – 2 | Ecuador                            | BBVA Compass Stadium, Houston Toeschouwers: 10.000 Scheidsrechter: Ricardo Salazar (USA) |
| 19 november Vriendschappelijk № 464 «onderlinge duels» 21:00 uur | Carlos Costly 63' Carlos Costly 67' |       | 16' Jaime Ayoví 89' Enner Valencia | BBVA Compass Stadium, Houston Toeschouwers: 10.000 Scheidsrechter: Ricardo Salazar (USA) |

### 2014
|                                                    |                                                      |       |                                                                                       |                                                                       |
| 5 maart Vriendschappelijk № 465 «onderlinge duels» | Australië                                            | 3 – 4 | Ecuador                                                                               | The Den, Londen Toeschouwers: 2.200 Scheidsrechter: Lee Probert (ENG) |
| 5 maart Vriendschappelijk № 465 «onderlinge duels» | Tim Cahill 9' Mile Jedinak 16' (pen.) Tim Cahill 32' |       | 57' Fidel Martínez 61' (pen.) Segundo Castillo 77' Enner Valencia 90+2' Edison Méndez | The Den, Londen Toeschouwers: 2.200 Scheidsrechter: Lee Probert (ENG) |

|                                                             |                      |       |                      |                                                                                      |
| 17 mei Vriendschappelijk № 466 «onderlinge duels» 20:30 uur | Nederland            | 1 – 1 | Ecuador              | Amsterdam ArenA, Amsterdam Toeschouwers: 50.000 Scheidsrechter: Pavel Královec (CZE) |
| 17 mei Vriendschappelijk № 466 «onderlinge duels» 20:30 uur | Robin van Persie 37' |       | 9' Jefferson Montero | Amsterdam ArenA, Amsterdam Toeschouwers: 50.000 Scheidsrechter: Pavel Královec (CZE) |

|                                                             |                                                         |       |                    |                                                                            |
| 31 mei Vriendschappelijk № 466 «onderlinge duels» 20:00 uur | Mexico                                                  | 3 – 1 | Ecuador            | AT&T Stadium, Dallas Toeschouwers: 86.476 Scheidsrechter: John Pittí (PAN) |
| 31 mei Vriendschappelijk № 466 «onderlinge duels» 20:00 uur | Luis Montes 33' Marco Fabián 69' Giovani Dos Santos 76' |       | 80' Enner Valencia | AT&T Stadium, Dallas Toeschouwers: 86.476 Scheidsrechter: John Pittí (PAN) |

|                                                             |                                      |       |                                     |                                                                                         |
| 4 juni Vriendschappelijk № 467 «onderlinge duels» 20:00 uur | Ecuador                              | 2 – 2 | Engeland                            | Sun Life Stadium, Miami Gardens Toeschouwers: 21.534 Scheidsrechter: Jair Marrufo (USA) |
| 4 juni Vriendschappelijk № 467 «onderlinge duels» 20:00 uur | Enner Valencia 8' Michael Arroyo 70' |       | 29' Wayne Rooney 51' Rickie Lambert | Sun Life Stadium, Miami Gardens Toeschouwers: 21.534 Scheidsrechter: Jair Marrufo (USA) |

| WK voetbal 2014 |
| --------------- |

|                                                                         |                                         |       |                    |                                                                                       |
| 16 juni WK-eindronde Groep E № 468 «onderlinge duels» 14:00 uur (UTC−3) | Zwitserland                             | 2 – 1 | Ecuador            | Estádio Nacional, Brasilia Toeschouwers: 68.351 Scheidsrechter: Ravshan Irmatov (UZB) |
| 16 juni WK-eindronde Groep E № 468 «onderlinge duels» 14:00 uur (UTC−3) | Admir Mehmedi 48' Haris Seferović 90+3' |       | 22' Enner Valencia | Estádio Nacional, Brasilia Toeschouwers: 68.351 Scheidsrechter: Ravshan Irmatov (UZB) |

|                                                                         |                  |       |                                       |                                                                                    |
| 20 juni WK-eindronde Groep E № 469 «onderlinge duels» 19:00 uur (UTC−3) | Honduras         | 1 – 2 | Ecuador                               | Arena da Baixada, Curitiba Toeschouwers: 39.224 Scheidsrechter: Ben Williams (AUS) |
| 20 juni WK-eindronde Groep E № 469 «onderlinge duels» 19:00 uur (UTC−3) | Carlo Costly 31' |       | 34' Enner Valencia 65' Enner Valencia | Arena da Baixada, Curitiba Toeschouwers: 39.224 Scheidsrechter: Ben Williams (AUS) |

|                                                                         |         |       |           |                                                                                  |
| 25 juni WK-eindronde Groep E № 470 «onderlinge duels» 17:00 uur (UTC−3) | Ecuador | 0 – 0 | Frankrijk | Maracanã, Rio de Janeiro Toeschouwers: 73.749 Scheidsrechter: Ben Williams (AUS) |
| 25 juni WK-eindronde Groep E № 470 «onderlinge duels» 17:00 uur (UTC−3) |         |       |           | Maracanã, Rio de Janeiro Toeschouwers: 73.749 Scheidsrechter: Ben Williams (AUS) |

|  |  |  |  |  |  |  |  |  |

|                                                        |         |                                                                           |         |                                                                         |
| 6 september Vriendschappelijk № 471 «onderlinge duels» | Bolivia | 0 – 4                                                                     | Ecuador | Lockhart Stadium, Fort Lauderdale Scheidsrechter: Valdin Legister (JAM) |
| 6 september Vriendschappelijk № 471 «onderlinge duels» |         | 9' Christian Noboa 34' Juan Cazares 67' Enner Valencia 83' Junior Sornoza |         | Lockhart Stadium, Fort Lauderdale Scheidsrechter: Valdin Legister (JAM) |

|                                                        |             |       |         |                                                                        |
| 9 september Vriendschappelijk № 472 «onderlinge duels» | Brazilië    | 1 – 0 | Ecuador | MetLife Stadium, East Rutherford Scheidsrechter: Edvin Jurisevic (USA) |
| 9 september Vriendschappelijk № 472 «onderlinge duels» | Willian 31' |       |         | MetLife Stadium, East Rutherford Scheidsrechter: Edvin Jurisevic (USA) |

|                                                       |                  |       |                    |                                                                                      |
| 10 oktober Vriendschappelijk № 473 «onderlinge duels» | Verenigde Staten | 1 – 1 | Ecuador            | Rentschler Field, Hartford Toeschouwers: 36.265 Scheidsrechter: Roberto Moreno (PAN) |
| 10 oktober Vriendschappelijk № 473 «onderlinge duels» | Mix Diskerud 5'  |       | 88' Enner Valencia | Rentschler Field, Hartford Toeschouwers: 36.265 Scheidsrechter: Roberto Moreno (PAN) |

|                                                       |                          |       |                                                                                          |                                                                                 |
| 14 oktober Vriendschappelijk № 474 «onderlinge duels» | El Salvador              | 1 – 5 | Ecuador                                                                                  | Red Bull Arena, Harrison Toeschouwers: ?? Scheidsrechter: Edvin Jurisevic (USA) |
| 14 oktober Vriendschappelijk № 474 «onderlinge duels» | Rafael Burgos 45' (pen.) |       | 16' João Plata 18' Enner Valencia 25' João Plata 73' Enner Valencia 83' Cristian Penilla | Red Bull Arena, Harrison Toeschouwers: ?? Scheidsrechter: Edvin Jurisevic (USA) |

### 2015
|                                                     |                      |       |         |                                                                                            |
| 28 maart Vriendschappelijk № 475 «onderlinge duels» | Mexico               | 1 – 0 | Ecuador | Memorial Coliseum, Los Angeles Toeschouwers: 90.000 Scheidsrechter: Christopher Reid (BIZ) |
| 28 maart Vriendschappelijk № 475 «onderlinge duels» | Javier Hernández 14' |       |         | Memorial Coliseum, Los Angeles Toeschouwers: 90.000 Scheidsrechter: Christopher Reid (BIZ) |

|                                                     |                                  |       |                   |                                                                                             |
| 31 maart Vriendschappelijk № 476 «onderlinge duels» | Argentinië                       | 2 – 1 | Ecuador           | MetLife Stadium, East Rutherford Toeschouwers: 48.000 Scheidsrechter: Silviu Petrescu (CAN) |
| 31 maart Vriendschappelijk № 476 «onderlinge duels» | Kun Agüero 8' Javier Pastore 58' |       | 24' Miler Bolaños | MetLife Stadium, East Rutherford Toeschouwers: 48.000 Scheidsrechter: Silviu Petrescu (CAN) |

|                                                   |                         |       |                    |                                                                                                  |
| 3 juni Vriendschappelijk № 477 «onderlinge duels» | Panama                  | 1 – 1 | Ecuador            | Estadio Rommel Fernández, Panama-Stad Toeschouwers: 10.000 Scheidsrechter: Paul Delgadillo (MEX) |
| 3 juni Vriendschappelijk № 477 «onderlinge duels» | Román Torres 64' (pen.) |       | 50' Fidel Martínez | Estadio Rommel Fernández, Panama-Stad Toeschouwers: 10.000 Scheidsrechter: Paul Delgadillo (MEX) |

|                                                   |                                                                               |       |        |                                                                                                 |
| 6 juni Vriendschappelijk № 478 «onderlinge duels» | Ecuador                                                                       | 4 – 0 | Panama | Estadio Reales Tamarindos, Portoviejo Toeschouwers: 18.000 Scheidsrechter: Henry Gambetta (PER) |
| 6 juni Vriendschappelijk № 478 «onderlinge duels» | Miler Bolaños 27' Fidel Martínez 32' Fidel Martínez 41' Jefferson Montero 53' |       |        | Estadio Reales Tamarindos, Portoviejo Toeschouwers: 18.000 Scheidsrechter: Henry Gambetta (PER) |

| Copa América 2015 |
| ----------------- |

|                                                                 |                                            |       |         |                                                                                     |
| 11 juni Copa América Groep A № 479 «onderlinge duels» 20:30 uur | Chili                                      | 2 – 0 | Ecuador | Estadio Nacional, Santiago Toeschouwers: 46.000 Scheidsrechter: Néstor Pitana (ARG) |
| 11 juni Copa América Groep A № 479 «onderlinge duels» 20:30 uur | Arturo Vidal 67' (pen.) Eduardo Vargas 84' |       |         | Estadio Nacional, Santiago Toeschouwers: 46.000 Scheidsrechter: Néstor Pitana (ARG) |

|                                                                 |                                             |       |                                                                                |                                                                                                   |
| 15 juni Copa América Groep A № 480 «onderlinge duels» 18:00 uur | Ecuador                                     | 2 – 3 | Bolivia                                                                        | Estadio Elías Figueroa Brander, Valparaíso Toeschouwers: 5.982 Scheidsrechter: Joel Aguilar (SLV) |
| 15 juni Copa América Groep A № 480 «onderlinge duels» 18:00 uur | Enner Valencia 48' (pen.) Miler Bolaños 81' |       | 5' Ronald Raldes 17' Martin Smedberg-Dolance 43' (pen.) Marcelo Martins Moreno | Estadio Elías Figueroa Brander, Valparaíso Toeschouwers: 5.982 Scheidsrechter: Joel Aguilar (SLV) |

|                                                                 |                         |       |                                      |                                                                                      |
| 19 juni Copa América Groep A № 481 «onderlinge duels» 18:00 uur | Mexico                  | 1 – 2 | Ecuador                              | Estadio El Teniente, Rancagua Toeschouwers: 11.051 Scheidsrechter: José Argote (VEN) |
| 19 juni Copa América Groep A № 481 «onderlinge duels» 18:00 uur | Raúl Jiménez 63' (pen.) |       | 25' Miler Bolaños 57' Enner Valencia | Estadio El Teniente, Rancagua Toeschouwers: 11.051 Scheidsrechter: José Argote (VEN) |

|  |  |  |  |  |  |  |  |  |

|                                                        |                                              |       |          |                                                                                           |
| 8 september Vriendschappelijk № 482 «onderlinge duels» | Ecuador                                      | 2 – 0 | Honduras | Estadio Olimpico Atahualpa, Quito Toeschouwers: 10.000 Scheidsrechter: Ímer Machado (COL) |
| 8 september Vriendschappelijk № 482 «onderlinge duels» | David Velásquez 12' (e.d.) Miler Bolaños 34' |       |          | Estadio Olimpico Atahualpa, Quito Toeschouwers: 10.000 Scheidsrechter: Ímer Machado (COL) |

|                                                                   |            |                                       |         | |
| 8 oktober Kwalificatie WK 2018 № 483 «onderlinge duels» 21:00 uur | Argentinië | 0 – 2                                 | Ecuador | Estadio Monumental Antonio Vespucio Liberti, Núñez Toeschouwers: 35.000 Scheidsrechter: Julio Bascuñán (CHI) |
| 8 oktober Kwalificatie WK 2018 № 483 «onderlinge duels» 21:00 uur |            | 81' Frickson Erazo 82' Felipe Caicedo |         | Estadio Monumental Antonio Vespucio Liberti, Núñez Toeschouwers: 35.000 Scheidsrechter: Julio Bascuñán (CHI) |

|                                                                    |                                               |       |         |                                                                                           |
| 13 oktober Kwalificatie WK 2018 № 484 «onderlinge duels» 16:00 uur | Ecuador                                       | 2 – 0 | Bolivia | Estadio Olímpico Atahualpa, Quito Toeschouwers: 35.000 Scheidsrechter: Sandro Ricci (BRA) |
| 13 oktober Kwalificatie WK 2018 № 484 «onderlinge duels» 16:00 uur | Miler Bolaños 81' Felipe Caicedo 90+5' (pen.) |       |         | Estadio Olímpico Atahualpa, Quito Toeschouwers: 35.000 Scheidsrechter: Sandro Ricci (BRA) |

|                                                                     |                                       |       |                    |                                                                                              |
| 12 november Kwalificatie WK 2018 № 485 «onderlinge duels» 16:00 uur | Ecuador                               | 2 – 1 | Uruguay            | Estadio Olímpico Atahualpa, Quito Toeschouwers: 33.000 Scheidsrechter: Ricardo Marques (BRA) |
| 12 november Kwalificatie WK 2018 № 485 «onderlinge duels» 16:00 uur | Felipe Caicedo 23' Fidel Martínez 59' |       | 49' Edinson Cavani | Estadio Olímpico Atahualpa, Quito Toeschouwers: 33.000 Scheidsrechter: Ricardo Marques (BRA) |

|                                                                     |                    |       |                                                             |                                                                                                |
| 17 november Kwalificatie WK 2018 № 486 «onderlinge duels» 16:30 uur | Venezuela          | 1 – 3 | Ecuador                                                     | Polideportivo Cachamay, Ciudad Guayana Toeschouwers: 36.000 Scheidsrechter: Guery Vargas (BOL) |
| 17 november Kwalificatie WK 2018 № 486 «onderlinge duels» 16:30 uur | Josef Martínez 84' |       | 15' Fidel Martínez 23' Jefferson Montero 60' Felipe Caicedo | Polideportivo Cachamay, Ciudad Guayana Toeschouwers: 36.000 Scheidsrechter: Guery Vargas (BOL) |

### 2016
|                                                                  |                                     |       |                                     |                                                                                               |
| 24 maart Kwalificatie WK 2018 № 487 «onderlinge duels» 16:00 uur | Ecuador                             | 2 – 2 | Paraguay                            | Estadio Olímpico Atahualpa, Quito Toeschouwers: 33.000 Scheidsrechter: Daniel Fedorczuk (URU) |
| 24 maart Kwalificatie WK 2018 № 487 «onderlinge duels» 16:00 uur | Enner Valencia 20' Ángel Mena 90+2' |       | 38' Dario Lezcano 59' Dario Lezcano | Estadio Olímpico Atahualpa, Quito Toeschouwers: 33.000 Scheidsrechter: Daniel Fedorczuk (URU) |

|                                                                  |                                                               |       |                    |                                                                                              |
| 29 maart Kwalificatie WK 2018 № 488 «onderlinge duels» 15:30 uur | Colombia                                                      | 3 – 1 | Ecuador            | Estadio Metropolitano, Barranquilla Toeschouwers: 38.400 Scheidsrechter: Enrique Osses (CHI) |
| 29 maart Kwalificatie WK 2018 № 488 «onderlinge duels» 15:30 uur | Carlos Bacca 15' Sebastián Pérez Cardona 48' Carlos Bacca 67' |       | 90' Michael Arroyo | Estadio Metropolitano, Barranquilla Toeschouwers: 38.400 Scheidsrechter: Enrique Osses (CHI) |

|                                                             |                      |       |         |                                                                                       |
| 25 mei Vriendschappelijk № 489 «onderlinge duels» 19:00 uur | Verenigde Staten     | 1 – 0 | Ecuador | Toyota Stadium, San Francisco Toeschouwers: 9.893 Scheidsrechter: José Peñaloza (MEX) |
| 25 mei Vriendschappelijk № 489 «onderlinge duels» 19:00 uur | Darlington Nagbe 90' |       |         | Toyota Stadium, San Francisco Toeschouwers: 9.893 Scheidsrechter: José Peñaloza (MEX) |

| Copa América Centenario |
| ----------------------- |

|                                                                           |          |       |         |                                                                           |
| 4 juni Copa América Centenario Groep B № 490 «onderlinge duels» 19:00 uur | Brazilië | 0 – 0 | Ecuador | Rose Bowl, Pasadena Toeschouwers: 53.158 Scheidsrechter: John Pitti (PAN) |
| 4 juni Copa América Centenario Groep B № 490 «onderlinge duels» 19:00 uur |          |       |         | Rose Bowl, Pasadena Toeschouwers: 53.158 Scheidsrechter: John Pitti (PAN) |

|                                                                           |                                      |       |                                      |                                                                                    |
| 8 juni Copa América Centenario Groep B № 491 «onderlinge duels» 22:00 uur | Ecuador                              | 2 – 2 | Peru                                 | Phoenix Stadium, Glendale Toeschouwers: 11.937 Scheidsrechter: Wilmar Roldán (COL) |
| 8 juni Copa América Centenario Groep B № 491 «onderlinge duels» 22:00 uur | Enner Valencia 39' Miler Bolaños 48' |       | 5' Christian Cueva 13' Edison Flores | Phoenix Stadium, Glendale Toeschouwers: 11.937 Scheidsrechter: Wilmar Roldán (COL) |

|                                                                            |                                                                          |       |       |                                                                                         |
| 12 juni Copa América Centenario Groep B № 492 «onderlinge duels» 18:30 uur | Ecuador                                                                  | 4 – 0 | Haïti | MetLife Stadium, East Rutherford Toeschouwers: 50.976 Scheidsrechter: Gery Vargas (BOL) |
| 12 juni Copa América Centenario Groep B № 492 «onderlinge duels» 18:30 uur | Enner Valencia 11' Jaime Ayoví 20' Christian Noboa 57' Luis Valencia 78' |       |       | MetLife Stadium, East Rutherford Toeschouwers: 50.976 Scheidsrechter: Gery Vargas (BOL) |

|                                                                                |                                    |       |                    |                                                                                     |
| 16 juni Copa América Centenario Kwartfinale № 493 «onderlinge duels» 21:30 uur | Verenigde Staten                   | 2 – 1 | Ecuador            | CenturyLink Field, Seattle Toeschouwers: 47.322 Scheidsrechter: Wilmar Roldán (COL) |
| 16 juni Copa América Centenario Kwartfinale № 493 «onderlinge duels» 21:30 uur | Clint Dempsey 22' Gyasi Zardes 65' |       | 74' Michael Arroyo | CenturyLink Field, Seattle Toeschouwers: 47.322 Scheidsrechter: Wilmar Roldán (COL) |

|  |  |  |  |  |  |  |  |  |

|                                                                     |         |                                                       |          |                                                                                              |
| 1 september Kwalificatie WK 2018 № 494 «onderlinge duels» 20:00 uur | Ecuador | 0 – 3                                                 | Brazilië | Estadio Olímpico Atahualpa, Quito Toeschouwers: 37.000 Scheidsrechter: Enrique Cáceres (PAR) |
| 1 september Kwalificatie WK 2018 № 494 «onderlinge duels» 20:00 uur |         | 72' (pen.) Neymar 78' Gabriel Jesus 90' Gabriel Jesus |          | Estadio Olímpico Atahualpa, Quito Toeschouwers: 37.000 Scheidsrechter: Enrique Cáceres (PAR) |

|                                                                     |                                             |       |                      |                                                                                 |
| 6 september Kwalificatie WK 2018 № 495 «onderlinge duels» 21:15 uur | Peru                                        | 2 – 1 | Ecuador              | Estadio Nacional, Lima Toeschouwers: 34.519 Scheidsrechter: Wilmar Roldán (COL) |
| 6 september Kwalificatie WK 2018 № 495 «onderlinge duels» 21:15 uur | Christian Cueva 19' (pen.) Renato Tapia 78' |       | 31' Gabriel Achilier | Estadio Nacional, Lima Toeschouwers: 34.519 Scheidsrechter: Wilmar Roldán (COL) |

|                                                                   |                                                                   |       |       |                                                                                             |
| 6 oktober Kwalificatie WK 2018 № 496 «onderlinge duels» 16:00 uur | Ecuador                                                           | 3 – 0 | Chili | Estadio Olímpico Atahualpa, Quito Toeschouwers: 25.214 Scheidsrechter: Mauro Vigliano (ARG) |
| 6 oktober Kwalificatie WK 2018 № 496 «onderlinge duels» 16:00 uur | Luis Antonio Valencia 19' Cristian Ramírez 23' Felipe Caicedo 46' |       |       | Estadio Olímpico Atahualpa, Quito Toeschouwers: 25.214 Scheidsrechter: Mauro Vigliano (ARG) |

|                                                                    |                                    |       |                                       |                                                                                            |
| 11 oktober Kwalificatie WK 2018 № 497 «onderlinge duels» 16:00 uur | Bolivia                            | 2 – 2 | Ecuador                               | Estadio Hernando Siles, La Paz Toeschouwers: ??? Scheidsrechter: Mario Díaz de Vivar (PAR) |
| 11 oktober Kwalificatie WK 2018 № 497 «onderlinge duels» 16:00 uur | Pablo Escobar 4' Pablo Escobar 43' |       | 47' Enner Valencia 89' Enner Valencia | Estadio Hernando Siles, La Paz Toeschouwers: ??? Scheidsrechter: Mario Díaz de Vivar (PAR) |

|                                                                     |                                      |       |                    |                                                                                       |
| 10 november Kwalificatie WK 2018 № 498 «onderlinge duels» 20:00 uur | Uruguay                              | 2 – 1 | Ecuador            | Estadio Centenario, Montevideo Toeschouwers: ?? Scheidsrechter: Víctor Carrillo (PER) |
| 10 november Kwalificatie WK 2018 № 498 «onderlinge duels» 20:00 uur | Sebastián Coates 15' Diego Rolán 45' |       | 44' Felipe Caicedo | Estadio Centenario, Montevideo Toeschouwers: ?? Scheidsrechter: Víctor Carrillo (PER) |

|                                                                     |                                                      |       |           |                                                                                            |
| 15 november Kwalificatie WK 2018 № 499 «onderlinge duels» 21:00 uur | Ecuador                                              | 3 – 0 | Venezuela | Estadio Olímpico Atahualpa, Quito Toeschouwers: 26.645 Scheidsrechter: Roberto Tobar (CHI) |
| 15 november Kwalificatie WK 2018 № 499 «onderlinge duels» 21:00 uur | Arturo Mina 51' Miler Bolaños 83' Enner Valencia 86' |       |           | Estadio Olímpico Atahualpa, Quito Toeschouwers: 26.645 Scheidsrechter: Roberto Tobar (CHI) |

### 2017
|                                                        |                                                          |       |                  |                                                                                        |
| 22 februari Vriendschappelijk № 500 «onderlinge duels» | Ecuador                                                  | 3 – 1 | Honduras         | Estadio George Capwell, Guayaquil Toeschouwers: 7.000 Scheidsrechter: Diego Haro (PER) |
| 22 februari Vriendschappelijk № 500 «onderlinge duels» | Marcos Caicedo 54' Robert Arboleda 61' José Cevallos 82' |       | 25' Erick Andino | Estadio George Capwell, Guayaquil Toeschouwers: 7.000 Scheidsrechter: Diego Haro (PER) |

|                                                                  |                                    |       |                           |                                                                                               |
| 23 maart Kwalificatie WK 2018 № 501 «onderlinge duels» 20:00 uur | Paraguay                           | 2 – 1 | Ecuador                   | Estadio Defensores del Chaco, Asuncion Toeschouwers: 18.000 Scheidsrechter: José Argote (VEN) |
| 23 maart Kwalificatie WK 2018 № 501 «onderlinge duels» 20:00 uur | Bruno Valdez 12' Junior Alonso 65' |       | 70' (pen.) Felipe Caicedo | Estadio Defensores del Chaco, Asuncion Toeschouwers: 18.000 Scheidsrechter: José Argote (VEN) |

|                                                                  |         |                                       |          |                                                                                            |
| 28 maart Kwalificatie WK 2018 № 502 «onderlinge duels» 20:00 uur | Ecuador | 0 – 2                                 | Colombia | Estadio Olímpico Atahualpa, Quito Toeschouwers: 32.000 Scheidsrechter: Néstor Pitana (ARG) |
| 28 maart Kwalificatie WK 2018 № 502 «onderlinge duels» 20:00 uur |         | 20' James Rodríguez 34' Juan Cuadrado |          | Estadio Olímpico Atahualpa, Quito Toeschouwers: 32.000 Scheidsrechter: Néstor Pitana (ARG) |

|                                                   |                             |       |                   |                                                                             |
| 8 juni Vriendschappelijk № 503 «onderlinge duels» | Ecuador                     | 1 – 1 | Venezuela         | FAU Stadium, Boca Raton Toeschouwers: 5.832 Scheidsrechter: Ted Unkel (USA) |
| 8 juni Vriendschappelijk № 503 «onderlinge duels» | Mikel Villanueva 29' (e.d.) |       | 42' Junior Moreno | FAU Stadium, Boca Raton Toeschouwers: 5.832 Scheidsrechter: Ted Unkel (USA) |

|                                                    |                                                                  |       |             |                                                                                     |
| 13 juni Vriendschappelijk № 504 «onderlinge duels» | Ecuador                                                          | 3 – 0 | El Salvador | Red Bull Arena, Harrison Toeschouwers: 5.000 Scheidsrechter: Baldomero Toledo (USA) |
| 13 juni Vriendschappelijk № 504 «onderlinge duels» | Jhon Cifuentes 18' Enner Valencia 51' Fernando Gaibor 79' (pen.) |       |             | Red Bull Arena, Harrison Toeschouwers: 5.000 Scheidsrechter: Baldomero Toledo (USA) |

|                                                              |                                                              |       |                      |                                                                                             |
| 26 juli Vriendschappelijk № 505 «onderlinge duels» 20:30 uur | Ecuador                                                      | 3 – 0 | Trinidad en T.       | Estadio George Capwell, Guayaquil Toeschouwers: 15.000 Scheidsrechter: Henry Gambetta (PER) |
| 26 juli Vriendschappelijk № 505 «onderlinge duels» 20:30 uur | Juan Luis Anangonó 20' Fernando Gaibor 74' Jacob Murillo 90' |       | 40' Carlyle Mitchell | Estadio George Capwell, Guayaquil Toeschouwers: 15.000 Scheidsrechter: Henry Gambetta (PER) |

|                                                                     |                                    |       |         |                                                                                              |
| 31 augustus Kwalificatie WK 2018 № 506 «onderlinge duels» 20:00 uur | Brazilië                           | 2 – 0 | Ecuador | Arena do Grêmio, Porto Alegre Toeschouwers: 36.689 Scheidsrechter: Mario Díaz de Vivar (PAR) |
| 31 augustus Kwalificatie WK 2018 № 506 «onderlinge duels» 20:00 uur | Paulinho 69' Philippe Coutinho 76' |       |         | Arena do Grêmio, Porto Alegre Toeschouwers: 36.689 Scheidsrechter: Mario Díaz de Vivar (PAR) |

|                                                                     |                           |       |                                     |                                                                                              |
| 5 september Kwalificatie WK 2018 № 507 «onderlinge duels» 16:00 uur | Ecuador                   | 1 – 2 | Peru                                | Estadio Olímpico Atahualpa, Quito Toeschouwers: 35.000 Scheidsrechter: Enrique Cáceres (PAR) |
| 5 september Kwalificatie WK 2018 № 507 «onderlinge duels» 16:00 uur | Enner Valencia 79' (pen.) |       | 73' Edison Flores 76' Paolo Hurtado | Estadio Olímpico Atahualpa, Quito Toeschouwers: 35.000 Scheidsrechter: Enrique Cáceres (PAR) |

|                                                                   |                                       |       |                   |                                                                                      |
| 5 oktober Kwalificatie WK 2018 № 508 «onderlinge duels» 20:30 uur | Chili                                 | 2 – 1 | Ecuador           | Estadio Monumental, Santiago Toeschouwers: 35.000 Scheidsrechter: Sandro Ricci (BRA) |
| 5 oktober Kwalificatie WK 2018 № 508 «onderlinge duels» 20:30 uur | Eduardo Vargas 22' Alexis Sánchez 85' |       | 84' Renato Ibarra | Estadio Monumental, Santiago Toeschouwers: 35.000 Scheidsrechter: Sandro Ricci (BRA) |

|                                                                    |                   |       |                                                    |                                                                                               |
| 10 oktober Kwalificatie WK 2018 № 509 «onderlinge duels» 18:30 uur | Ecuador           | 1 – 3 | Argentinië                                         | Estadio Olímpico Atahualpa, Quito Toeschouwers: 25.600 Scheidsrechter: Anderson Daronco (BRA) |
| 10 oktober Kwalificatie WK 2018 № 509 «onderlinge duels» 18:30 uur | Romario Ibarra 1' |       | 11' Lionel Messi 18' Lionel Messi 62' Lionel Messi | Estadio Olímpico Atahualpa, Quito Toeschouwers: 25.600 Scheidsrechter: Anderson Daronco (BRA) |

### 2018
|                                                                   |                                      |       |           |                                                                  |
| 11 september Vriendschappelijk № 511 «onderlinge duels» 20:05 uur | Ecuador                              | 2 – 0 | Guatemala | Toyota Park, Bridgeview Scheidsrechter: José Antonio Kells (PAN) |
| 11 september Vriendschappelijk № 511 «onderlinge duels» 20:05 uur | Enner Valencia 82' Renato Ibarra 84' |       |           | Toyota Park, Bridgeview Scheidsrechter: José Antonio Kells (PAN) |

|                                                                 |      |       |          |                                                                         |
| 16 oktober Vriendschappelijk № 513 «onderlinge duels» 18:30 uur | Oman | 0 – 0 | Ecuador' | Abdullah bin Khalifastadion, Doha Scheidsrechter: Abdulla Al Mari (QAT) |
| 16 oktober Vriendschappelijk № 513 «onderlinge duels» 18:30 uur |      |       |          | Abdullah bin Khalifastadion, Doha Scheidsrechter: Abdulla Al Mari (QAT) |

### 2019
|                                                               |                  |       |         |                                                                                       |
| 21 maart Vriendschappelijk № 516 «onderlinge duels» 20:00 uur | Verenigde Staten | 1 – 0 | Ecuador | Orlando City Stadium, Orlando Toeschouwers: 17,422 Scheidsrechter: David Gantar (CAN) |
| 21 maart Vriendschappelijk № 516 «onderlinge duels» 20:00 uur | Gyasi Zardes 81' |       |         | Orlando City Stadium, Orlando Toeschouwers: 17,422 Scheidsrechter: David Gantar (CAN) |

|                                                             |                     |       |                      |                                                                                    |
| 1 juni Vriendschappelijk № 518 «onderlinge duels» 20:30 uur | Venezuela           | 1 – 1 | Ecuador              | Hard Rock Stadium, Miami Toeschouwers: 12.021 Scheidsrechter: Keylor Herrera (CRC) |
| 1 juni Vriendschappelijk № 518 «onderlinge duels» 20:30 uur | Roberto Rosales 38' |       | Enner Valencia 90+1' | Hard Rock Stadium, Miami Toeschouwers: 12.021 Scheidsrechter: Keylor Herrera (CRC) |

|                                                            |                                                                      |       |                                     |                                                                                    |
| 9 juni Vriendschappelijk № 519 «onderling duels» 18:00 uur | Mexico                                                               | 3 – 2 | Ecuador                             | Cowboys Stadium, Arlington Toeschouwers: 59,000 Scheidsrechter: David Gantar (CAN) |
| 9 juni Vriendschappelijk № 519 «onderling duels» 18:00 uur | Jonathan dos Santos 28', Luis Montes 63', Luis Alfonso Rodríguez 77' |       | Ángel Mena 47', Ayrton Preciado 66' | Cowboys Stadium, Arlington Toeschouwers: 59,000 Scheidsrechter: David Gantar (CAN) |

| Copa América 2019 |
| ----------------- |

|                                                              |                                                                               |       |         |                                                                                             |
| 16 juni Copa América 2019 № 520 «onderlinge duels» 19:00 uur | Uruguay                                                                       | 4 – 0 | Ecuador | Mineirão Stadion, Belo Horizonte Toeschouwers: 13.611 Scheidsrechter: Anderson Daroco (BRA) |
| 16 juni Copa América 2019 № 520 «onderlinge duels» 19:00 uur | Nicolás Lodeiro 6' Edinson Cavani 33' Luis Alberto Suárez 44' Arturo Mina 78' |       |         | Mineirão Stadion, Belo Horizonte Toeschouwers: 13.611 Scheidsrechter: Anderson Daroco (BRA) |

|                                                              |                |       |                    |                                                                                            |
| 24 juni Copa América 2019 № 522 «onderlinge duels» 20:00 uur | Ecuador        | 1 – 1 | Japan              | Mineirãostadion, Belo Horizonte Toeschouwers: 7.623 Scheidsrechter: Jesús Valenzuela (VEN) |
| 24 juni Copa América 2019 № 522 «onderlinge duels» 20:00 uur | Ángel Mena 35' |       | Shoya Nakajima 15' | Mineirãostadion, Belo Horizonte Toeschouwers: 7.623 Scheidsrechter: Jesús Valenzuela (VEN) |

|                                                                  |      |                    |         |                                                                                       |
| 5 september Vriendschappelijk № 523 «onderlinge duels» 20:00 uur | Peru | 0 – 1              | Ecuador | Red Bull Arena, Harrison Toeschouwers: 21.428 Scheidsrechter: Armando Villareal (USA) |
| 5 september Vriendschappelijk № 523 «onderlinge duels» 20:00 uur |      | Erick Castillo 47' |         | Red Bull Arena, Harrison Toeschouwers: 21.428 Scheidsrechter: Armando Villareal (USA) |

|                                                                   |                                                          |       |         |                                                                               |
| 10 september Vriendschappelijk № 524 «onderlinge duels» 20:00 uur | Ecuador                                                  | 3 – 0 | Bolivia | Estadio Alejandro Serrano Aguilar, Cuenca Scheidsrechter: Nicolas Gallo (COL) |
| 10 september Vriendschappelijk № 524 «onderlinge duels» 20:00 uur | Michael Estrada 49' Júnior Sornoza 72' Gonzalo Plata 86' |       |         | Estadio Alejandro Serrano Aguilar, Cuenca Scheidsrechter: Nicolas Gallo (COL) |

|                                                                  |                                         |       |                    |                                                                          |
| 14 november Vriendschappelijk № 526 «onderlinge duels» 19:00 uur | Ecuador                                 | 3 – 0 | Trinidad en Tobago | Estadio Reales Tamarindos, Portoviejo Scheidsrechter: Kevin Ortega (PER) |
| 14 november Vriendschappelijk № 526 «onderlinge duels» 19:00 uur | Alan Franco 29' Enner Valencia 71', 85' |       |                    | Estadio Reales Tamarindos, Portoviejo Scheidsrechter: Kevin Ortega (PER) |

FEF · A-internationals · Bondscoaches · Selecties · Statistieken · Ecuadoraans vrouwenelftal · Olympisch elftal · Ecuador U21 · Ecuador U20 · Ecuador U18 · Ecuador U17
1938 – 1949 ·
1950 – 1959 ·
1960 – 1969 ·
1970 – 1979 ·
1980 – 1989 ·
1990 – 1999 ·
2000 – 2009 ·
2010 – 2019 ·
2020 − 2029
WK 2002 · 
WK 2006 · 
WK 2014
1938 · 
1939 · 
1940 · 
1941 · 
1942 · 
1943 · 1944 · 
1945 · 
1946 · 
1947 · 
1948 · 
1949 · 
1950 · 1951 · 1952 · 
1953 · 
1954 · 
1955 · 
1956 · 
1957 · 
1958 · 
1959 · 
1960 · 
1961 · 1962 · 
1963 · 
1964 · 
1965 · 
1966 · 
1967 · 1968 · 
1969 · 
1970 · 
1971 · 
1972 · 
1973 · 
1974 · 
1975 · 
1976 · 
1977 · 
1978 · 
1979 · 
1980 · 
1981 · 
1982 · 
1983 · 
1984 · 
1985 · 
1986 · 
1987 · 
1988 · 
1989 · 
1990 · 
1991 · 
1992 · 
1993 · 
1994 · 
1995 · 
1996 · 
1997 · 
1998 · 
1999 · 
2000 · 
2001 · 
2002 · 
2003 · 
2004 · 
2005 · 
2006 · 
2007 · 
2008 · 
2009 · 
2010 · 
2011 · 
2012 · 
2013 · 
2014 · 
2015 · 
2016 · 
2017 ·
2018 ·
2019 ·
2020 ·
2021 ·
2022
Argentinië ·
Armenië ·
Australië ·
Bolivia · 
Brazilië ·
Bulgarije ·
Canada ·
Chili ·
Colombia ·
Costa Rica ·
Cuba ·
Denemarken ·
DDR ·
Duitsland ·
El Salvador ·
Engeland ·
Estland ·
Finland ·
Frankrijk ·
Griekenland ·
Guatemala ·
Haïti ·
Honduras ·
Ierland ·
Irak ·
Iran ·
Italië ·
Jamaica ·
Japan ·
Joegoslavië ·
Jordanië ·
Kaapverdië ·
Koeweit ·
Kroatië · 
Libanon ·
Mexico ·
Nederland ·
Nigeria ·
Noord-Macedonië ·
Oeganda ·
Oman ·
Panama ·
Paraguay ·
Peru ·
Polen ·
Portugal ·
Qatar ·
Roemenië ·
Saoedi-Arabië ·
Schotland ·
Senegal ·
Spanje ·
Trinidad en Tobago ·
Turkije · 
Uruguay ·
Venezuela ·
Verenigde Staten ·
Wit-Rusland ·
Zambia ·
Zuid-Afrika ·
Zuid-Korea ·
Zweden ·
Zwitserland
Costa Rica (2006) · 
Duitsland (2006) · 
Engeland (2006) · 
Frankrijk (2014) · 
Honduras (2014) · 
Nederland (2022) · 
Polen (2006) · 
Qatar (2022) · 
Zwitserland (2014)
AFC-zone: Afghanistan · Australië · Bahrein · Bangladesh · Bhutan · Brunei · Cambodja · China · Chinees Taipei · Filipijnen · Guam · Hongkong · India · Indonesië · Iran · Irak · Japan · Jemen · Jordanië · Koeweit · Kirgizië · Laos · Libanon · Macau · Maleisië · Maldiven · Mongolië · Myanmar · Nepal · Noord-Korea · Oezbekistan · Oman · Oost-Timor · Pakistan · Palestina · Qatar · Saoedi-Arabië · Singapore · Sri Lanka · Syrië · Tadjikistan · Thailand · Turkmenistan · Verenigde Arabische Emiraten · Vietnam · Zuid-Korea

CAF-zone: Algerije · Angola · Benin · Botswana · Burkina Faso · Burundi · Centraal-Afrikaanse Republiek · Comoren · Congo-Brazzaville · Congo-Kinshasa · Djibouti · Egypte · Equatoriaal-Guinea · Eritrea · Ethiopië · Gabon · Gambia · Ghana · Guinee · Guinee-Bissau · Ivoorkust · Kaapverdië · Kameroen · Kenia · Lesotho · Liberia · Libië · Madagaskar · Malawi · Mali · Mauritanië · Mauritius · Marokko · Mozambique · Namibië · Niger · Nigeria · Oeganda · Rwanda · Sao Tomé en Principe · Senegal · Seychellen · Sierra Leone · Soedan · Somalië · Swaziland · Tanzania · Togo · Tsjaad · Tunesië · Zambia · Zimbabwe · Zuid-Afrika · Zuid-Soedan 

CONCACAF-zone: Amerikaanse Maagdeneilanden · Anguilla · Antigua en Barbuda · Aruba · Bahama's · Barbados · Belize · Bermuda · Britse Maagdeneilanden · Canada · Kaaimaneilanden · Costa Rica · Cuba · Curaçao · Dominica · Dominicaanse Republiek · El Salvador · Frans Guyana · Grenada · Guadeloupe · Guatemala · Guyana · Haïti · Honduras · Jamaica · Martinique · Mexico · Montserrat · 
Nicaragua · Panama · Puerto Rico · Saint Kitts en Nevis · Saint Lucia · Saint Vincent en de Grenadines · Sint Maarten · Suriname · Trinidad en Tobago · Turks- en Caicoseilanden · Verenigde Staten

CONMEBOL-zone: Argentinië · Bolivia · Brazilië · Chili · Colombia · Ecuador · Paraguay · Peru · Uruguay · Venezuela

OFC-zone: Amerikaans-Samoa · Cookeilanden · Fiji · Nieuw-Caledonië · Nieuw-Zeeland · Papoea-Nieuw-Guinea · Samoa · Salomoneilanden · Tahiti · Tonga · Vanuatu

UEFA-zone: Albanië · Andorra · Armenië · Azerbeidzjan · België · Bosnië en Herzegovina · Bulgarije · Cyprus · Denemarken · Duitsland · Engeland · Estland · Faeröer · Finland · Frankrijk · Georgië · Gibraltar · Griekenland · Hongarije · IJsland · Ierland · Israël · Italië · Kazachstan · Kosovo · Kroatië · Letland · Liechtenstein · Litouwen · Luxemburg · Macedonië · Malta · Moldavië · Montenegro · Nederland · Noord-Ierland · Noorwegen · Oekraïne · Oostenrijk · Polen · Portugal · Roemenië · Rusland · San Marino · Schotland · Servië · Slovenië · Slowakije · Spanje · Tsjechië · Turkije · Wales · Wit-Rusland · Zweden · Zwitserland